# Šišma
Šišma (deutsch Schisma, früher Schischma) ist eine Gemeinde in Tschechien. Sie liegt zehn Kilometer östlich von Přerov und gehört zum Okres Přerov.

## Geographie
Šišma befindet sich auf dem Höhenzug des Maleníkwaldes in der Podbeskydská pahorkatina (Vorbeskidenhügelland). Das Dorf liegt unterhalb der Einmündung des Baches Vidláčský potok im Tal der Šišemka. Südlich erhebt sich die Jezírka (285 m) und im Südwesten die Plazy (315 m).
Nachbarorte sind Hlinsko im Norden, Kladníky und Oprostovice im Nordosten, Bezuchov im Osten, Radkova Lhota und Radkovy im Südosten, Nahošovice im Süden, Hradčany, Podolí und Tučín im Südwesten, Pavlovice u Přerova im Westen sowie Prusínky und Kudlov im Nordwesten.

## Geschichte
Die erste schriftliche Erwähnung der Vladiken Beneš und Dobeš von Šišma erfolgte 1348 in der Gründungsurkunde der Prager Karls-Universität. 1374 wurde Lovek von Šišma und 1415 Jan Diva von Šišma als Besitzer der Feste Šišma genannt. Letzterer gehörte zu den Unterzeichnern eines Protestes an das Konstanzer Konzil gegen die Verbrennung von Jan Hus. Die Vladiken von Šišma hielten den Besitz bis zur Zeit der Hussitenkriege. Im Jahre 1437 gehörte die Feste Šišma Artleb Klepař von Medařice, ihm folgten wenig später Prokop von Prusinowitz, Johann von Ludanitz und ab 1503 Albrecht Barský von Baští. Im Jahre 1558 verkaufte Burian Barský von Baští die Feste Šišma mit allen zugehörigen Dörfern an Wilhelm von Zierotin, der die Güter an seine Herrschaft Dřevohostice anschloss. Die Feste verlor damit ihre Bedeutung und verfiel.
Nach der Aufhebung der Patrimonialherrschaften bildete Šišma/Schisma ab 1850 eine Gemeinde in der Bezirkshauptmannschaft Holleschau. Die Freiwillige Feuerwehr gründete sich 1937. Nach der Aufhebung des Okres Holešov wurde die Gemeinde 1960 dem Okres Přerov zugeordnet. Šišma führt seit 1995 ein Wappen und Banner. Ethnographisch gehört das Dorf zur Hanna.

## Gemeindegliederung
Für die Gemeinde Šišma sind keine Ortsteile ausgewiesen.

## Sehenswürdigkeiten
- Glockenturm auf dem Dorfplatz
- Steinernes Kreuz